# خوان آکونا
خوان آکونا (انگلیسی: Juan Acuña؛ زادهٔ ۳۱ مارس ۱۹۸۷) بازیکن فوتبال اهل پاراگوئه است که در حال حاضر در پست مهاجم برای باریتو پوترا در سوپر لیگ فوتبال اندونزی بازی می‌کند.